# Gojōme, Akita
Gojōme (五城目町 (Ngũ Thành Mục Đinh) Gojōme-machi) là thị trấn thuộc huyện Minamiakita, tỉnh Akita, Nhật Bản. Tính đến ngày 1 tháng 10 năm 2020, dân số ước tính thị trấn là 8.538 và mật độ dân số là 40 người/km2. Tổng diện tích thị trấn là 214,9 km2.

## Địa lý

### Đô thị lân cận
- Akita
  - Akita
  - Ikawa
  - Ōgata
  - Hachirōgata
  - Mitane
  - Kamikoani